# Mixonychus acaciae
Mixonychus acaciae är en spindeldjursart som beskrevs av Ryke och Meyer 1960. Mixonychus acaciae ingår i släktet Mixonychus och familjen Tetranychidae. Inga underarter finns listade i Catalogue of Life.